# Hipódromo de Bangor-on-Dee
El Hipódromo de Bangor-on-Dee (en inglés: Bangor-on-Dee Racecourse) es un lugar de celebración de carreras de caballos pura sangre situado en Bangor-on-Dee cerca de Wrexham, Gales, Reino Unido. Se trata de una pista de carreras National, y no tiene tribunas. El primer evento que se llevó a cabo en el Hipódromo de Bangor On Dee data de febrero de 1859, y ha habido carreras desde entonces regularmente, excepto durante las guerras. Desde 2006 el espacio también ha sido sede de las carreras de aficionados Point-to-Point dirigidos por personal local.